# NGC 3905
NGC 3905 est une galaxie spirale barrée située dans la constellation de la Coupe. NGC 3905 a été découverte par l'astronome britannique Andrew Ainslie Common en 1880.

## Caractéristiques
La classe de luminosité de NGC 3905 est III et elle présente une large raie HI. Elle renferme également des régions d'hydrogène ionisé.

### Distance
Sa vitesse par rapport au fond diffus cosmologique est de 6 130 ± 26 km/s, ce qui correspond à une distance de Hubble de 90,4 ± 6,4 Mpc (∼295 millions d'al).
À ce jour, six mesures non basées sur le décalage vers le rouge (redshift) donnent une distance de 73,167 ± 15,619 Mpc (∼239 millions d'al), ce qui est à l'intérieur des valeurs de la distance de Hubble. Notons cependant que c'est avec la valeur moyenne des mesures indépendantes, lorsqu'elles existent, que la base de données NASA/IPAC calcule le diamètre d'une galaxie et qu'en conséquence le diamètre de NGC 3905 pourrait être d'environ 50,1 kpc (∼163 000 al) si on utilisait la distance de Hubble pour le calculer.

## Supernova
Trois supernovas ont été découvertes dans NGC 3905 : SN 2001E, SN 2009ds et SN 2014V.

### SN 2001E
Cette supernova a été découverte le 5 janvier par M. Modjaz et W.D. Li dans le cadre du programme LOSS (Lick Observatory Supernova Search) de l'observatoire Lick. Cette supernova était de type Ia.

### SN 2009ds
Cette supernova a été découverte le 28 avril à Yamagata au Japon par l'astronome japonais Koichi Itagaki. Cette supernova était de type Ia.

### SN 2014V
Cette supernova a été découverte le 21 février par Smartt, Smith et al dans le cadre du programme PS1 Science consortium de l'université d'Hawaï.